# Walter Cikan
Walter Cikan (* 20. Mai 1944 in Saaz; † 22. Juli 2025 in Berlin) war ein deutscher Musikproduzent und Musiktherapeut.

## Leben
Cikan studierte von 1962 bis 1966, von 1978 bis 1983 und von 1992 bis 1995 Musikpädagogik, Kulturwissenschaften und Musiktherapie am Pädagogischen Institut Halle, an der Karl-Marx-Universität Leipzig und an der Universität der Künste Berlin. In den 1960er Jahren war er nebenberuflich einer der ersten Beatmusiker in der DDR; von 1970 bis 1973 war er Mitglied der Gruppe Studioteam Leipzig.
Ab 1973 förderte er als Musikproduzent in der Hauptabteilung Musik des DDR-Rundfunks diese Musik. Ab 1986 war er Leiter der Abteilung Jugendmusik. Bis 1991 arbeitete er mit etwa 300 verschiedenen Bands und Interpreten der Genres Rock, Pop und Jazz und nahm mit ihnen über 1.000 Musiktitel und Konzertmitschnitte auf. Ein beträchtlicher Teil davon wurde auf dem Plattenlabel Amiga veröffentlicht. Darüber hinaus betreute er das zeitgenössische Rundfunkfestival Jazzbühne Berlin in unterschiedlichen Funktionen. Seine persönliche Aufarbeitung und Auseinandersetzung mit den widersprüchlichen kulturpolitischen Bedingungen für die Herausbildung einer spezifischen Jugendmusikkultur in der DDR hat Cikan als Fachbuch vorgelegt.
Ab 1992 arbeitete Walter Cikan als Musiktherapeut und approbierter Kinder- und Jugendlichenpsychotherapeut überwiegend freiberuflich in eigener Praxis an einer Schule für Geistigbehinderte in Berlin-Hellersdorf und an verschiedenen Senioreneinrichtungen in Berlin.